# معاهدة سفالبارد
معاهدة سفالبارد (في الأصل معاهدة سبيتسبيرجن)، سبيتسبيرجن هي جزيرة تقع في شمال النرويج بخليج سڤالبارد في القطب الشمالي، معروفة بسيادة النرويج على القطب الشمالي من سفالبارد، في ذلك الوقت كانت تسمى Spitsbergen . بيد أن ممارسة السيادة تخضع لأحكام معينة، ولا ينطبق القانون النرويجي كله. وتنظم المعاهدة تجريد الأرخبيل من السلاح. منح الموقعون حقوقا متساوية للمشاركة في الأنشطة التجارية (بشكل رئيسي تعدين الفحم) على الجزر. اعتبارًا من 2012 تستفيد روسيا والنرويج من هذا الحق.
ومن الفريد أن الأرخبيل منطقة خالية تماما من التأشيرات بموجب أحكام معاهدة سفالبارد. منطقة خالية تمامًا من التأشيرات.
تم التوقيع على المعاهدة في 9 فبراير 1920 وقدمت للتسجيل في سلسلة معاهدات عصبة الأمم في 21 أكتوبر 1920. وكان هناك 14 طرفاً من الأطراف المتعاقدة السامية الأصلية: الدنمارك وفرنسا وإيطاليا واليابان وهولندا والنرويج والسويد والمملكة المتحدة (بما في ذلك سيادات من أستراليا وكندا ونيوزيلندا وجنوب أفريقيا والهند) والولايات المتحدة. من بين الموقعين الأصليين، كانت اليابان آخر من صدق على المعاهدة في 2 أبريل 1925، ودخلت المعاهدة حيز التنفيذ في 14 أغسطس 1925.
وانضمت دول أخرى كثيرة إلى المعاهدة بعد أن صدقت عليها الدول الموقعة الأصلية، بما في ذلك دول عديدة قبل دخولها حيز النفاذ. اعتبارا من عام 2018، هناك 46 طرفا في المعاهدة.

## اسم المعاهدة
المعاهدة الأصلية بعنوان المعاهدة التي تعترف بسيادة المعاهدة الأصلية هي المعاهدة التي تعترف بسيادة النرويج على أرخبيل سبيتسبيرجن. وهو يشير إلى الأرخبيل بالكامل باعتباره سبيتسبيرجن، الذي كان الاسم الوحيد في الاستخدام المشترك منذ عام 1596 (مع اختلافات طفيفة في التهجئة). في عام 1925، بعد خمس سنوات من إبرام المعاهدة، شرعت السلطات النرويجية في إعادة تسمية الجزر رسميا «سفالبارد». كان هذا الاسم الجديد يعد تأقلم عصريا للتوبونيم القديم سفالباروي، وشهد على ذلك في ساغا نورس في وقت مبكر من 1194. . تم تطبيق الاسم الأجنبي Spitsbergen لاحقًا على الجزيرة الرئيسية في الأرخبيل. وفقًا لذلك، في التأريخ الحديث، يُشار عادةً إلى معاهدة سبيتسبيرغن بشكل مفارقة تاريخية باسم معاهدة سفالبارد لتعكس تغيير الاسم.

## تاريخ
تم اكتشاف الخليج أو الأرخبيل من قبل المستكشف الهولندي ويليم بارنتز في عام 1596. سميت سبيتسبيرجن، وتعني "الجبال الحادة " وبمعنى ادق بصق برجس وبرجس يعد اسم طبوغرافي لشخص كان يعيش على أو من قبل تلة أو جبل ") ان هذا الارخبيل كان غير مسكون. وقامت النرويج باعادة تسمية الجزر في العشرينات باسم سفالبارد.
بدأت سبيتسبيرجن/سفالبارد إقليما خاليا من أمة ولكن شارك فيه أشخاص من بلدان مختلفة في صناعات من بينها صيد الأسماك وصيد الحيتان والتعدين والبحوث والسياحة فيما بعد. إن عدم الانتماء إلى أي أمة ترك سفالبارد إلى حد كبير خالية من الأنظمة أو القوانين، على الرغم من أن هناك نزاعات على المنطقة بسبب حقوق صيد الحيتان والنزاعات على السيادة بين إنجلترا وهولندا والدنمارك والنرويج في النصف الأول من القرن 17. . بحلول القرن العشرين وجدت الرواسب المعدنية في الجزيرة الرئيسية والصراعات المستمرة بين عمال المناجم والمالكين خلقت الحاجة إلى حكومة.

## محتويات
كانت معاهدة سبيتسبيرجن قد وقعت في باريس في 9 فبراير/شباط 1920، أثناء مفاوضات فرساي بعد الحرب العالمية الأولى. وفي هذه المعاهدة، اعترفت الدبلوماسية الدولية بالسيادة النرويجية (دخلت الإدارة النرويجية حيز التنفيذ من جانب 1925) وغيرها من المبادئ المتعلقة بسفالبارد. وفي هذه المعاهدة، اعترفت الدبلوماسية الدولية بالسيادة النرويجية. ويشمل هذا ما يلي:
- سفالبارد جزء من النرويج: يتم التحكم سفالبارد تماما من قبل وتشكل جزءا من مملكة النرويج. ومع ذلك، فإن سلطة النرويج على سفالبارد مقيدة بالقيود المذكورة أدناه:
- الضرائب: هذا يسمح بجمع الضرائب، ولكن يكفي فقط لدعم سفالبارد وحكومة سفالبارد. وهذا يؤدي إلى ضرائب أقل من البر الرئيسي للنرويج واستبعاد أي ضرائب على سفالبارد التي تدعم النرويج مباشرة. أيضا، يتم ميزانية إيرادات ونفقات سفالبارد بشكل منفصل عن البر الرئيسي للنرويج.
- المحافظة على البيئة: يجب على النرويج احترام بيئة سفالبارد والحفاظ عليها.
- عدم التمييز: يسمح لجميع المواطنين وجميع الشركات في كل دولة بموجب المعاهدة بأن يصبحوا مقيمين وأن يتمكنوا من الوصول إلى سفالبارد بما في ذلك الحق في الصيد أو الصيد أو القيام بأي نوع من الأنشطة البحرية أو الصناعية أو التعدين أو التجارة. يجب على سكان سفالبارد اتباع القانون النرويجي، على الرغم من أن السلطة النرويجية لا يمكنها التمييز ضد أو تفضيل أي مقيم من أي جنسية معينة.
- القيود العسكرية: تحظر المادة 9 القواعد والتحصينات البحرية وكذلك استخدام سفالبارد لأغراض شبيهة بالحرب. ولكن ليس تماما منزوعة السلاح.

## المنازعات المتعلقة بالموارد الطبيعية

### مائتي ميل بحري حول منطقة سفالبارد
كان هناك نزاع طويل الأمد، في المقام الأول بين النرويج وروسيا (وقبلها الاتحاد السوفيتي) بشأن حقوق الصيد في المنطقة. في عام 1977، أسست النرويج مصائد الأسماك المنظمة في منطقة تبلغ مساحتها 200 ميل بحري (370 كم) حول سفالبارد (رغم أنها لم تغلق المنطقة أمام الوصول الأجنبي). وتزعم النرويج أن أحكام المعاهدة المتعلقة بتكافؤ فرص الوصول الاقتصادي لا تنطبق إلا على الجزر ومياهها الإقليمية (أربعة أميال بحرية في ذلك الوقت) ولكنها لا تنطبق على المنطقة الاقتصادية الخالصة الأوسع نطاقاً. وبالإضافة إلى ذلك، تجادل بأن الجرف القاري جزء من الجرف القاري للنرويج وينبغي أن تحكمه اتفاقية الجرف القاري لعام 1958. . الاتحاد السوفيتي/روسيا المتنازع عليها وتستمر في الاعتراض على هذا الموقف والنظر في معاهدة سبيتسبيرجن لتطبيقها على المنطقة بأكملها. عقدت محادثات في عام 1978 في موسكو لكنها لم تحل المشكلة. وتؤيد فنلندا وكندا موقف النرويج، في حين لم يعرب معظم الموقعين الآخرين على المعاهدة عن أي موقف رسمي. وفيما يلي الأجزاء ذات الصلة من المعاهدة:
تتمتع السفن ورعايا جميع الأطراف المتعاقدة السامية على قدم المساواة بحقوق الصيد والصيد في الأراضي المحددة في المادة 1 وفي مياهها الإقليمية. (من المادة 2)
ويجب قبولها بنفس شروط المساواة في ممارسة وممارسة جميع المنشآت البحرية أو الصناعية أو التعدينية أو التجارية في الأراضي وفي المياه الإقليمية على حد سواء، ولا يجوز فرض أي احتكار لأي حساب أو لأي مؤسسة كانت. (من المادة 3)

### الموارد الطبيعية خارج منطقة 200 ميل بحري
«يتمثل النزاع أساسا في ما إذا كانت معاهدة سفالبارد سارية أيضا خارج البحر الإقليمي البالغ طوله 12 ميلا بحريا»، وفقا لأكبر صحيفة في النرويج، أفتينبوستن. إذا دخلت المعاهدة حيز التنفيذ خارج المنطقة، فإن النرويج لن تكون قادرة على المطالبة بكامل نسبة 78% من أرباح حصاد النفط والغاز، كما قال أفتينبوستن في عام 2011.

## الأطراف
وتتضمن القائمة أدناه الاطراف؛ وتعكس التواريخ الواردة أدناه الوقت الذي أودعت فيه الدولة صك تصديقها أو انضمامها. بعض الأطراف هي الدول خلف البلدان التي انضمت إلى المعاهدة، كما هو مبين أدناه:
انضمت يوغوسلافيا أيضا إلى المعاهدة في 6 يوليو 1925، ولكن اعتبارا من عام 2018، لم تعلن أي من الدول الخلف لها الاستمرار في تطبيق المعاهدة. انظر أيضا تفكك يوغوسلافيا
| بلد                      | تاريخ التصديق     | ماحظات |
| ------------------------ | ----------------- | --- |
| افغانستان                | 23 November 1929  | |
| البانيا                  | 29 April 1930     | |
| ارجنتين                  | 6 May 1927        | |
| استراليا                 | 29 December 1923  | () التمديد من جانب المملكة المتحدة.                                                                        |
| استراليا                 | 12 March 1930     | |
| بلجيك                    | 27 May 1925       | |
| بلجيريا                  | 20 October 1925   | |
| كندا                     | 29 December 1923  | () التمديد من جانب المملكة المتحدة.                                                                        |
| شيلي                     | 17 December 1928  | |
| الصين                    | 1 July 1925       | انضمت كجمهورية الصين. جمهورية الصين الشعبية وجمهورية الصين                                                 |
| التشيك                   | 21 June 2006      | انضمت تشيكوسلوفاكيا إلى المعاهدة في 9 يوليو 1930. وفي 21 حزيران/يونيه 2006، ذكرت الجمهورية التشيكية        |
| دنمارك                   | 24 January 1924   | إمتداد إلى المملكة الدنماركية بأكملها.                                                                     |
| جمهورية الدومنيكان       | 3 February 1927   | |
| مصر                      | 13 September 1925 | |
| استونيا                  | 7 April 1930      | |
| فنلندا                   | 12 August 1925    | |
| فرنسا                    | 6 September 1924  | |
| المانيا                  | 16 November 1925  | انضم إلى جمهورية فايمار. وفي 21 تشرين الأول/أكتوبر 1974، ذكرت ألمانيا الشرقية أنها أعادت أيضا تقديم الطلب. |
| يونان                    | 21 October 1925   | |
| هنقاريا                  | 29 October 1927   | |
| ايسلندا                  | 31 May 1994       | |
| الهند                    | 29 December 1923  | () التمديد من جانب المملكة المتحدة.                                                                        |
| ارلندا                   | 29 December 1923  | كانت أيرلندا جزءا من المملكة المتحدة عندما وقعت المعاهدة، ولكن معظم أيرلندا                                |
| ايطاليا                  | 6 August 1924     | |
| اليابان                  | 2 April 1925      | |
| لاتيفيا                  | 13 June 2016      | |
| ليتوانيا                 | 22 January 2013   | |
| موناكو                   | 22 June 1925      | |
| هولندا                   | 3 September 1920  | الامتداد إلى مملكة هولندا بأكملها.                                                                         |
| نيوزلندا                 | 29 December 1923  | () التمديد من جانب المملكة المتحدة.                                                                        |
| كوريا الشمالية           | 16 March 2016     | |
| نرويج                    | 8 October 1924    | |
| بولندا                   | 2 September 1931  | |
| البرتغال                 | 24 October 1927   | |
| رومانيا                  | 10 July 1925      | |
| روسيا                    | 7 May 1935        | انضم إلى الاتحاد السوفيتي. وفي 27 كانون الثاني/يناير 1992، أعلنت روسيا أنها تواصل تطبيق الاتفاقية.         |
| المملكه العربيه السعودية | 2 September 1925  | انضمت إلى مملكة الحجاز.                                                                                    |
| سولوفاكيا                | 21 February 2017  | انضمت تشيكوسلوفاكيا إلى المعاهدة في 9 يوليو 1930. في 21 شباط/فبراير 2017، ذكرت سلوفاكيا أن                 |
| جنوب افريقيا             | 29 December 1923  | () التمديد من جانب المملكة المتحدة.                                                                        |
| كوريا الجوبية            | 11 September 2012 | |
| اسبانيا                  | 12 November 1925  | |
| السويد                   | 15 September 1924 | |
| سوسيرا                   | 30 June 1925      | |
| المللكه المتحدة          | 29 December 1923  | () توسعت لتشمل أستراليا وجنوب أفريقيا وكندا ونيوزيلندا والهند. كما طبقت أيرلندا                            |
| الولايات الامريكية       | 2 April 1924      | |
| فنزويلا                  | 8 February 1928   | |

## وصلات خارجية
- معاهدة بين النرويج والولايات المتحدة الأمريكية والدنمارك وفرنسا وإيطاليا واليابان وهولندا وبريطانيا العظمى وأيرلندا ودومينيون ما وراء البحار البريطانية والسويد بشأن سبيتسبيرجين وقعت في باريس 9 فبراير 1920.
- معاهدة بشأن أرخبيل سبيتسبيرجين
- معاهدة سفالبارد والتصديق عليها (بالنرويجية)
- سفالبارد – ساحة هامة - خطاب وزير الخارجية النرويجي، 15 نيسان / أبريل 2006.